# Eisenbahnunfall von Neddemin
Der Eisenbahnunfall von Neddemin ereignete sich am Abend des 4. Dezember 1945 beim Bahnhof Neddemin an der Berliner Nordbahn. Bei einem Frontalzusammenstoß, der durch die prekären Betriebsbedingungen der Zeit unmittelbar nach dem Zweiten Weltkrieg und einen Fahrdienstleiterfehler verursacht wurde, starben 38 Fahrgäste und Eisenbahnmitarbeiter.

## Ausgangslage
Das zweite Gleis der Strecke war als Reparationsleistung abgebaut worden, die Signalisierung auf der Strecke dem neuen Betriebszustand aber noch nicht angepasst. Die Zugsicherung erfolgte durch telefonische Streckenfreigabe zwischen den Betriebsstellen, die entsprechend die Signale stellten.
Der von Neustrelitz kommende P 213 mit der Dampflokomotive 38 3663 wartete am Bahnsteig und sollte weiter nach Stralsund fahren. Nächster Bahnhof wäre Neddemin gewesen. In der Gegenrichtung befuhr der Kommandanten-Zug Lzg 7266 die Strecke. Er bestand nur aus der Dampflokomotive 38 1605 und einem Wagen. Darin waren russische Offiziere, die auf der Jagd waren, unterwegs.
Wegen des allgemeinen Personalmangels war dem Fahrdienstleiter im Stellwerk des Bahnhofs Neubrandenburg eine Telefonistin, die keine Qualifikation als Zugabfertigerin besaß, zugeteilt worden. Zum Zeitpunkt des Vorfalls, gegen 19 Uhr, hatte der Fahrdienstleiter bereits 11 Stunden Dienst hinter sich. Eine Reihe von Personen hielten sich in seinem Arbeitsraum auf, verlangten Auskünfte oder Papiere. Der Fahrdienstleiter führte ein längeres Telefongespräch.

## Unfallhergang
Die Telefonistin bemerkte, dass die Abfahrtszeit des Personenzuges heranrückte, und fragte ihren Chef, ob der Zug jetzt abfahren dürfe. Wie der Fahrdienstleiter reagierte, bleibt unklar: Die Akten belegen nicht, dass er die Frage bejaht hat. Die Telefonistin hatte seine Reaktion aber so aufgefasst, jedenfalls rief sie den zuständigen Weichenwärter an, der das Ausfahrsignal daraufhin auf „Fahrt frei“ stellte. Etwa parallel bot der Fahrdienstleiter von Neddemin dem Kollegen in Neubrandenburg den Kommandanten-Zug Lzg 7266 an, der ihn auch annahm.
Der Fehler wurde vom Fahrdienstleiter in Neubrandenburg erst bemerkt, als die Telefonistin ihm mitteilte, dass der P 213 abgefahren sei. Da war es aber zu spät: Zwischen Neubrandenburg und Neddemin gab es keine Signale und eine andere Form der Zugbeeinflussung stand damals nicht zur Verfügung. Die beiden Züge trafen gegen 19:05 Uhr bei Streckenkilometer 138,8 frontal in einer Kurve und bei schlechter Sicht aufeinander. Beide Lokomotivpersonale hatten keine Chance, den jeweils entgegen kommenden Zug rechtzeitig zu erkennen. Beide Züge waren zum Unfallzeitpunkt mit etwa 50 km/h unterwegs. Eine von Neubrandenburg auf die Strecke zur Erkundung geschickte Lokomotive brachte gegen 19:50 die Nachricht von dem Unfall. Daraufhin wurden Rettungsmaßnahmen ausgelöst. Gegen 20:55 traf der Hilfszug an der Unfallstelle ein. Auch Soldaten der Roten Armee beteiligten sich an den Rettungsarbeiten.

## Folgen
Die Zahl der Opfer ist unklar. Nach einer Quelle starben 38 Menschen und 68 weitere wurden verletzt. Das Standesamt Neddemin beurkundete 31 Tote unter dem 4. Dezember 1945. Unter den Toten befanden sich auch die beiden Lokomotivführer und die beiden Heizer.
Fahrdienstleiter, Telefonistin und Weichenwärter wurden durch die russische Polizei verhaftet.  Weil zwei russische Soldaten verletzt worden waren, fand der Strafprozess vor dem Kriegsgericht in Greifswald statt. Es verurteilte den Fahrdienstleiter und die Telefonistin am 19. Januar 1946 zu je 10 Jahren Zwangsarbeit, den Weichenwärter zu 7 Jahren Haft. In einer Berufungsverhandlung wurden die Telefonistin 1946 freigesprochen. Der Weichenwärter verstarb am 4. oder 5. Februar 1947 in der Haft im Speziallager Sachsenhausen. Auch der Fahrdienstleiter starb in der Haft, an Dystrophie – er verhungerte.